# سارا كاربونيرو
(ولد في 30 نوفمبر 1984 في بلدية كورال دي ألماجوير , مقاطعة توليدو) مذيعة إسبانية في قناة تيليسينكو Telecinco و صحفية رياضية  بدأت دراسة الصحافة في جامعة كمبلوتنسي بمدريد وبالموازاة معها انضمت كمتدربة في راديو ماركا ليتم التعاقد معها بعد ستة أشهر فقط من وصولها. تخلت كاربونيرو جزئيا عن دراستها الصحفية لتتمكن من تغطية مختلف الأحداث. لكن بعد فترة قصيرة قضتها في راديو كادينا سير إنسحبت لتوظف في مايو 2007 بقناة لاسيكستا حيث كلفت بتغطية مختلف المناسبات الرياضية، بما في ذلك مشاركة منتخب إسبانيا لكرة السلة في البطولة الأوروبية لكرة السلة لنفس السنة.
في أبريل 2009، انضمت سارة إلى قناة تيليسينكو كمحررة ومذيعة رياضية حيث كانت مهمتها الأولى تغطية كأس القارات عام 2009 في جنوب أفريقيا. لتصبح بعد ذلك المذيعة الرياضية الرئيسية للقناة. و في يوليو 2009 اختيرت سارة كاربونيرو «المراسلة الأكثر جاذبية في العالم» من مجلة إف إتش إم (FHM) الأمريكية
اشتهرت كاربونيرو عالمياً بعلاقتها العاطفية بحارس مرمى كرة القدم الإسباني إيكر كاسياس والذي لمحت بها بعض وسائل الإعلام الدولية، لتتأكد الشائعة قطعاً مساء يوم الفوز النهائي لمنتخب إسبانيا لكرة القدم ضد هولندا بهدف لصفر بتاريخ 11 يوليو 2010، إذ بينما كانت تجري مقابلة صحفية مع إيكر كاسياس، قام هذا الأخير بإهداء فوزه لأصدقاءه ووالديه وحبيبته التي أعلن عنها بإحتنضه وتقبيله المذيعة أمام الملايين من المشاهدين.
خلال كأس العالم لكرة القدم 2010، أشاعت بعض وسائل الإعلام البريطانية، بما في ذلك الغارديان والتايمز، بأن وجود المذيعة كاربونيرو على حافة الملعب لنقل الأحداث خلال مباراة إسبانيا وسويسرا، قد شتت تركيز وانتباه صديقها الحارس إيكر كاسياس ما تسبب بالهزيمة لإسبانية بهدف لصفر في مرماها. لكن الصحافة الإسبانية رفضت هذه الافتراضات بشكل جماعي.
أنجبت 'سارة كاربونيرو في 3 يناير 2014 طفلا يدعى مارتين من حبيبها حارس مرمى الإسباني إيكر كاسياس.

## وصلات خارجية
- سارا كاربونيرو على موقع IMDb (الإنجليزية)
- سارا كاربونيرو على موقع قاعدة بيانات الفيلم (الإنجليزية)